# Monsieur de Machy
Monsieur de Machy (bl. Ende des 17. Jahrhunderts), auch Le Sieur de Machy oder Demachy genannt, war ein französischer Komponist, Gambist und Instrumentallehrer.

## Leben und Wirken
Er studierte bei Nicolas Hotman. Spätestens seit 1692 lebte er in Paris. Machy bezeichnete sich selbst als den ersten Komponisten, der Werke für die Viola da gamba drucken ließ. Dies ist insofern nicht ganz richtig, als bereits 1642 Nicolas Métrus Sammlung Fantaisies pour les violles erschienen war; diese und andere waren zweistimmige Duos für Diskant- und Bassgambe, während Machys Pièces de violle (1685) in der Tradition von Hotman, André Maugars und Monsieur de Sainte-Colombe dem mehrstimmigen Spiel auf der Sologambe den Vorzug gaben. Die acht von Machy überlieferten Suiten sind zur einen Hälfte in Notenschrift, zur anderen Hälfte in Tabulatur gedruckt. Vorangestellt ist ihnen eine technische Einführung, die von hohem musikgeschichtlichem Wert ist, da sie die wichtigsten Verzierungen auflistet und die Art ihrer Ausführung beschreibt.
Anders als viele Zeitgenossen war Machy in der Komposition konservativ eingestellt. Er wandte sich ausdrücklich gegen neue Spieltechniken, wie sie die Sainte-Colombe-Schule (Marais, Le Sieur Danoville, Jean Rousseau) einsetzte. Seine Ansicht, der Daumen der linken Hand könne wie bei der Laute, Theorbe oder Gitarre sowohl gegenüber dem Zeige- als auch gegenüber dem Mittelfinger positioniert werden, löste bei Rousseau und Danoville Protest aus. Beide verfassten in der Hauptsache polemische Schriften, in denen die Auffassung, dass der Daumen nur gegenüber dem Zeigefinger liegen solle, nur noch eine untergeordnete Rolle spielte. Machy reagierte seinerseits mit einer Streitschrift, die verloren ist; erhalten blieb Rousseaus Réponse de Monsieur Rousseau à la lettre d’un de ses amis (1688), die Machys Schrift in Auszügen zitiert.

## Trivia
Im Vorwort seiner Suiten lädt de Machy Spieler seiner Musik und Interessierte ein, ihn samstags zu besuchen, um sich über die Musik auszutauschen.